# Kyriaki
Kyriaki (greacă Κυριάκι) este un oraș în Grecia în prefectura Boeotia.